# Kunë

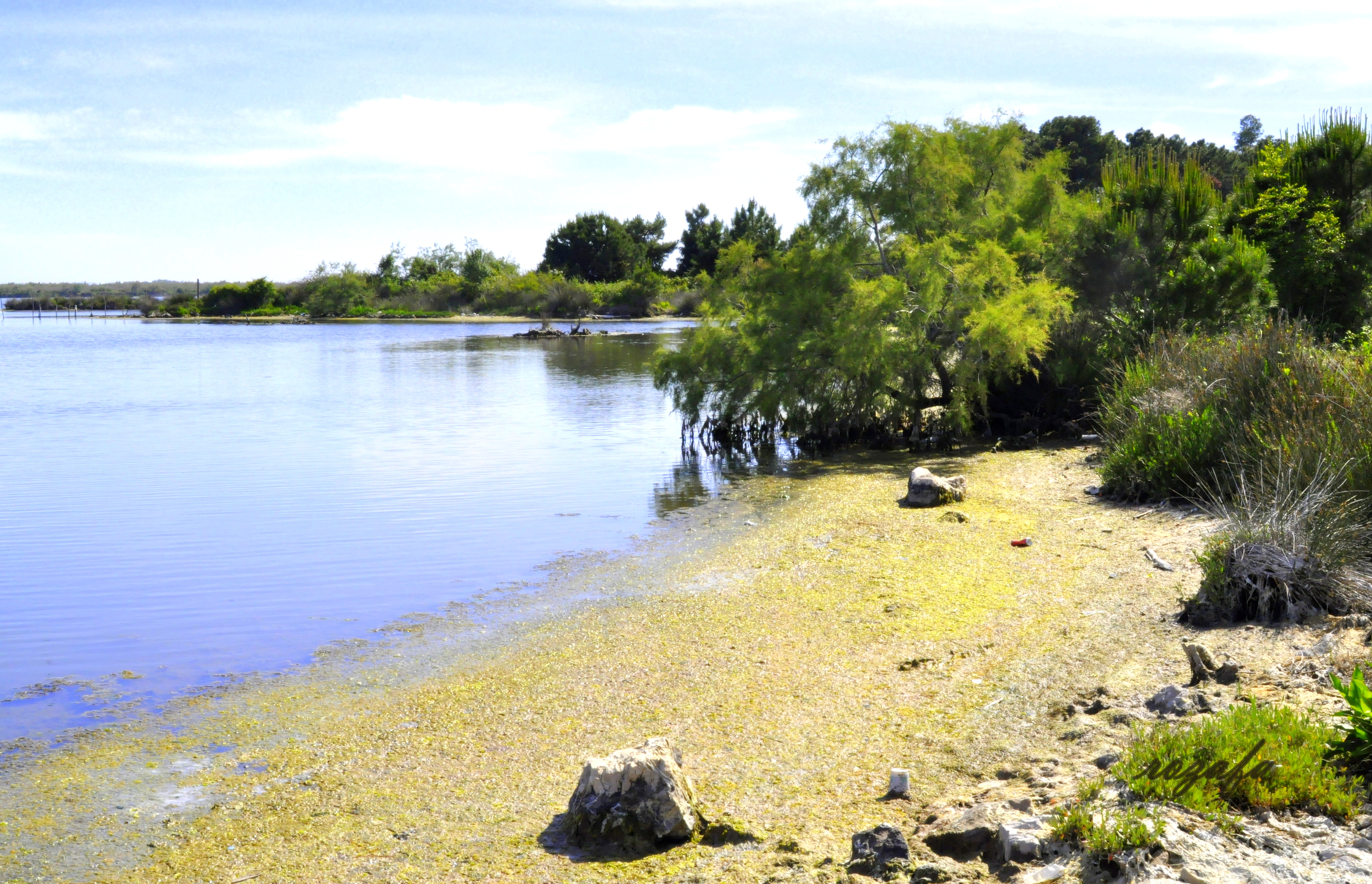

Kunë (albanska: Ishulli i Kunës) är en ö som tillhör Albanien. Den ligger  i floden Drins delta nära staden Lezha i Adriatiska havet,1,5 km från kusten. Ön är obebodd. 
Kunë har en yta på 1,25 km2 och dess högsta punkt ligger 5 meter över havet. Ön har ett varierat väx- och djurliv. På ön finns 70 fågelarter, 23 arter av däggdjur och sex arter av grodor. 